# 黃體高原鰍
黃體高原鰍（學名：Triplophysa flavicorpus）為輻鰭魚綱鯉形目條鰍科高原鰍屬的其中一種。分布於亞洲中國廣西壯族自治區紅水河、西江流域，本魚體延長且側扁，觸鬚3對，口下位，體被小鱗片，側線完整，尾鰭基部具有一黑色斑點，體側具6-7條縱紋，尾鰭叉形，上下兩葉具黑色條紋，體長可達10.4公分，棲息在洞穴底層水域，生活習性不明。

## 扩展阅读
維基物種上的相關：黃體高原鰍